# مدال افتخار: فراتر از انتظار
مدال افتخار: فراتر از انتظار (انگلیسی: Medal of Honor: Above and Beyond) یک بازی ویدئویی واقعیت مجازی به سبک تیراندازی اول شخص است که توسط رسپاون اینترتینمنت توسعه یافته و به‌وسیلهٔ الکترونیک آرتس در دسامبر ۲۰۲۰ منتشر شده‌است.